# Thalictrum tuberosum
Thalictrum tuberosum es una especie de la familia de las ranunculáceas.

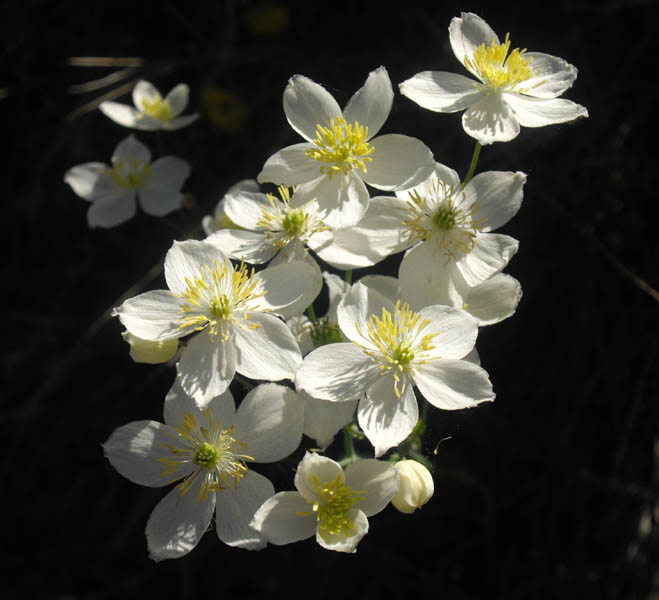
Flores

## Descripción
Perenne, lampiña. Raíces napiformes. Tallos erguidos. Hojas varias veces divididas agrupadas como en roseta. Flores de 15-18 mm de color blanco amarillento, en inflorescencias flojas. El fruto es un aquenio alargado con costillas y pico corto.

## Distribución y hábitat
En el Pirineo francés y español. Habita en laderas, claros de bosque, y matorrales incendiados en suelos secos y calizos. A mediados de primavera a pie de pistas o carreteras.

## Taxonomía
Thalictrum tuberosum fue descrita por Carolus Linnaeus y publicado en Species Plantarum 1: 545. 1753.
Etimología
Thalictrum: para conocer el significado del nombre del género hay que remontarse a Dioscórides (40-90), médico griego, botánico y farmacéutico que practicaba en Roma, o Plinio el Viejo (23 - 79), escritor naturalista romano, tanto en la forma de "thalictron" indica que estas plantas probablemente tienen su floración temprana de ( "thallein" = revivir, y de "ictar" = pronto). El nombre científico de esta especie, actualmente aceptada, fue propuesto por Carl von Linné (1707 - 1778) biólogo y escritor sueco, considerado el padre de la moderna clasificación científica de los seres vivos, en la publicación "Species Plantarum" en 1753.
tuberosum: epíteto latino que significa "tuberoso".
Sinonimia
- Syndesmon tuberosum Hoffmanns.[4]